# Daniel Heinrich Delius
Daniel Heinrich Delius (* 23. Februar 1773 in Bielefeld; † 25. Dezember 1832 in Köln) war preußischer Regierungspräsident und Eigentümer des Klostergutes der Abtei Laach (seit 1863 Maria Laach).

## Leben
Heinrich Delius, der Sohn des späteren Bielefelder Bürgermeisters Conrad Wilhelm Delius, studierte zunächst Rechtswissenschaft an der Universität Halle. 1792 wurde er Mitglied des Corps Guestphalia Halle. Seit 1793 war er Referendar bei der Kriegs- und Domänenkammer zu Minden in Westfalen. Er wurde schließlich im Juni 1800 in Anerkennung seiner vorzüglichen Dienste zum Kriegs- und Domänenrat ernannt. Am 1. April 1811 wurde er Präfekt des Leine-Departements, eine Position, die er bis zum Zusammenbruch des Königreichs Westphalen im Herbst 1813 innehatte. Sein Amtssitz war das Michaelishaus in Göttingen. Im Zuge der Auflösung des Königreichs Westphalen versuchte er, die französische Ordnung aufrechtzuerhalten. Er zog z. B. zur Wiederherstellung der französischen Ordnung mit einem Trupp von Veteranen nach Einbeck, wurde aber von den Einwohnern Einbecks vertrieben. In Göttingen hatte er Anweisungen zur Verhaftung von Abtrünnigen gegeben, womit er die Leute gegen sich aufbrachte. Ihrem Zugriff konnte er nur dadurch entkommen, dass er durch die Gartentür seines Amtssitzes entwich.

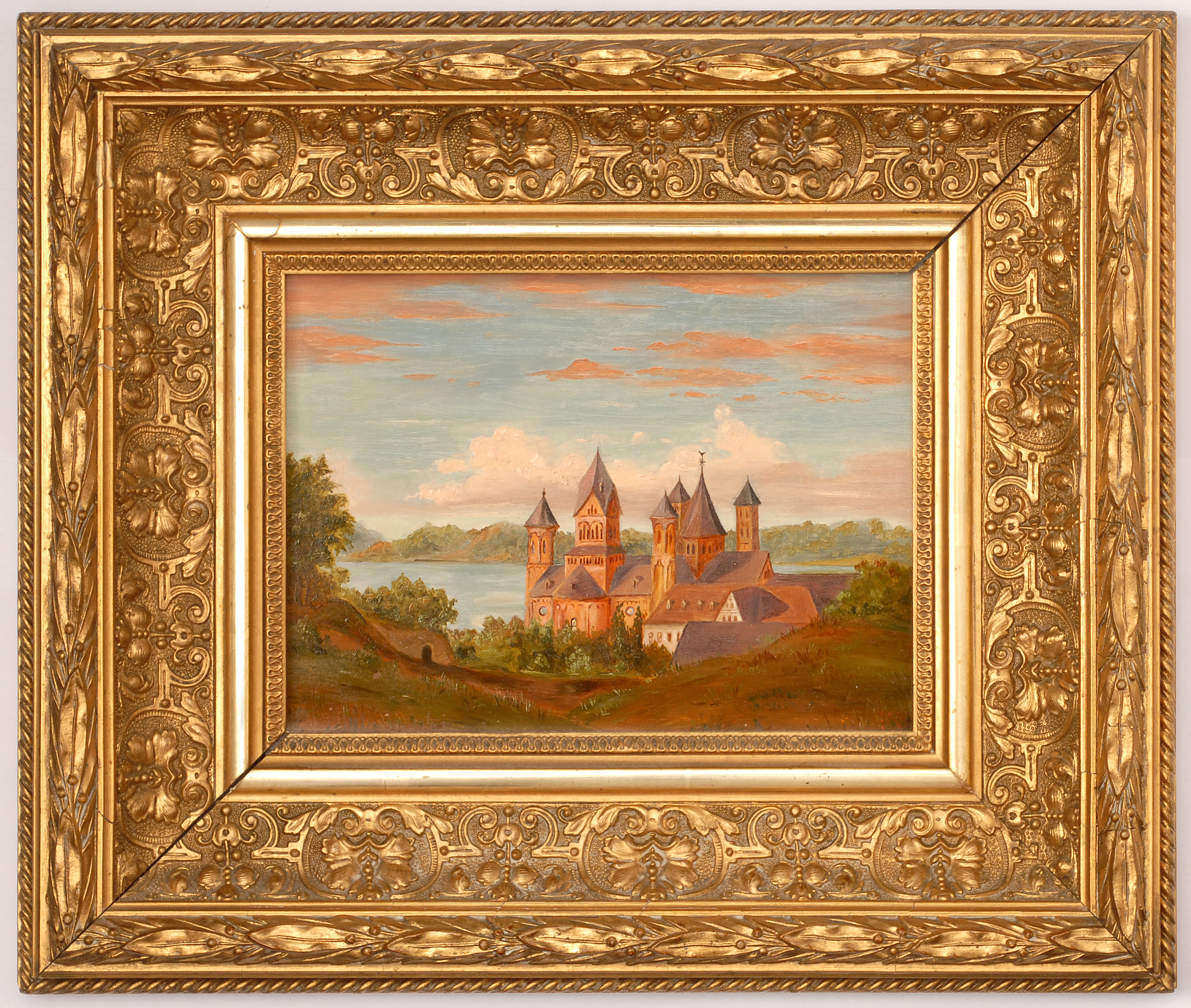
Kloster Laach (vor 1800)

Ab 1814 war Delius Geheimer Regierungsrat und Zivilgouverneur von Brüssel. Im Januar 1816 ernannte man ihn zum Regierungspräsidenten von Trier. Am 24. Februar 1825 wurde Delius in gleicher Eigenschaft an die neue Regierung nach Köln versetzt. Einer der Hauptgründe für seine Versetzung von Trier nach Köln war, dass er sich der Probleme der Rheinschifffahrt annehmen sollte. Energisch und in Wirtschaftsfragen erfahren, fand er bald die Anerkennung der Kölner Oberschicht in Wirtschaft und Kirche. Er widmete sich mit großem Erfolg dem stark vernachlässigten Schulwesen und war ein eifriger Förderer des Baus von Landstraßen, die er für Kölns Handel von großer Bedeutung hielt.
Während seiner Trierer Amtszeit ersteigerte er am 20. Januar 1820 das Klostergut der Abtei Laach, das nach der Säkularisation zunächst eine französische und ab 1815 eine preußische Staatsdomäne war. Es sollte sein Altersruhesitz werden; er verstarb jedoch bereits mit 59 Jahren. Das Klostergut blieb bis 1863 im Besitz seiner Kinder.

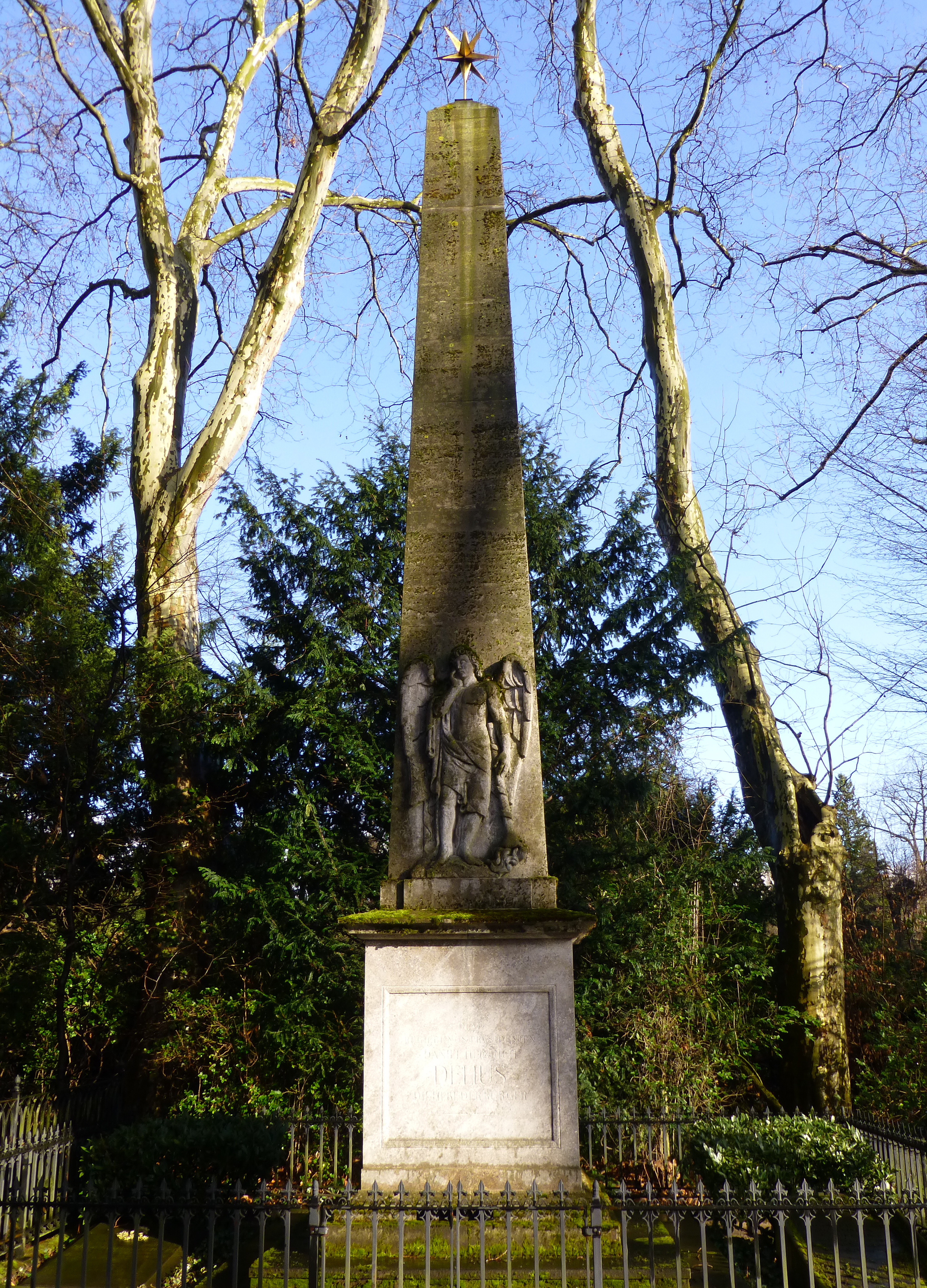
Grabstätte auf dem Kölner Melaten-Friedhof

Daniel Heinrich Delius heiratete 1803 Helene Schrader (1781–1852), Tochter des Kommissionsrates Franz Ernst Christian Schrader und Cousine des Astronomen Friedrich Wilhelm Bessel. Aus der Ehe gingen fünf Kinder hervor:
- Laura (* 15. November 1804, † 20. Dezember 1804)
- Pauline (* 27. April 1806, † 5. Juli 1840), verh. Westphal
- Ludwig (Louis) (* 27. Dezember 1807, † 1. Juli 1888), Landrat in Mayen (Eifel) und national-liberaler Abgeordneter 1849–1885 sowie Schriftführer der 2. Kammer des Preußischen Landtags
- Eduard (* 17. Juli 1809, † 11. April 1861), Regierungsvizepräsident in Koblenz, 1863 postum geadelt; heiratete am 29. Oktober 1836 Charlotte von Ammon, die Schwester von Friedrich Ferdinand von Ammon.
- Clara (* 18. März 1811, † 4. März 1879), heiratete am 1. Oktober 1832 Friedrich Ferdinand von Ammon.

Nach seinem Tode setzten ihm eine Reihe angesehener Kölner Bürger ein würdiges, bis heute erhaltenes Grabmal auf dem Melaten-Friedhof in Köln, das von Peter Joseph Imhoff geschaffen wurde.